# Karvia

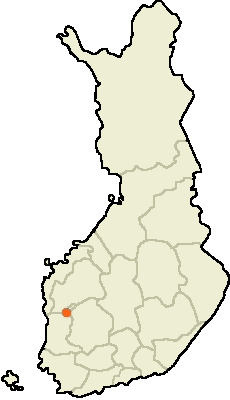
Vị trí của Karvia ở Phần Lan

Karvia là một đô thị của Phần Lan thành lập năm 1865.
Vị trí ở tỉnh của Tây Phần Lan thuộc vùng Satakunta. Đô thị này có dân số 2 875 người (2005) và diện tích 519,82 km² trong đó có 16,50 km² là diện tích mặt nước. Mật độ dân số là 5.8 người trên mỗi km².
Thành phố kết nghĩa của Karvia là Viru-Nigula của Estonia từ năm 1994.